# Valeska Menezes
Valeska dos Santos Menezes, detta Valeskinha (Recife, 23 aprile 1976), è una pallavolista brasiliana.
Gioca nel ruolo di schiacciatrice e di centrale nel Rio de Janeiro Vôlei Clube.

## Carriera
Valeskinha inizia la sua carriera da professionista, appena diciottenne, nel Esporte Clube Pinheiros, dove gioca tra il 1994 ed il 1997. Gioca le successive tre stagioni nel Paraná Vôlei Clube, vincendo per due volte il campionato brasiliano. Nella stagione 2000-01, viene ingaggiata dal Clube de Regatas do Flamengo, con cui vince nuovamente il campionato.
Gioca le successive sei stagioni nell'Associação Desportiva Classista BCN, dove resta anche quando il club cambia nome in Associação Desportiva Classista Finasa, vincendo altre tre volte il campionato brasiliano e conquistando anche la maglia della nazionale brasiliana. Dal 2002, infatti, ottiene le prime convocazioni con la selezione brasiliana, con cui vince tre medaglie d'oro al World Grand Prix, vincendo anche il premio per il miglior muro nel 2002, vince tre edizioni del Trofeo Valle d'Aosta, la medaglia d'argento alla Coppa del Mondo 2003, dove viene premiata nuovamente per il miglior muro, e la medaglia d'oro alla Grand Champions Cup 2005.
Nella stagione 2007-08, viene ingaggiata dall'Asystel Volley, in Italia. Nell'estate del 2008 vince la quarta medaglia d'oro alla Final Four Cup e World Grand Prix e poi, soprattutto, vince la medaglia d'oro ai Giochi olimpici. Al termine della competizione, si ritira dalla nazionale.
Dal 2008 al 2010 gioca in Turchia, nel Karşıyaka Spor Kulübü, prima, e nel Galatasaray Spor Kulübü, dopo. Proprio col Galatasaray, disputa la final four di Challenge Cup, classificandosi al terzo posto e vincendo il premio come miglior ricevitrice. Dalla stagione 2010-11 gioca nuovamente in Brasile, questa volta nel Rio de Janeiro Vôlei Clube, con cui vince nuovamente la Superliga altre tre volte.

## Palmarès

### Club
- Campionato brasiliano: 9

1997-98, 1999-00, 2000-01, 2002-03, 2003-04, 2004-05, 2010-11, 2012-13, 2013-14
- Campionato sudamericano per club: 1

2013
- Campionato Carioca: 4

2010, 2011, 2012, 2013

### Nazionale (competizioni minori)
- Trofeo Valle d'Aosta 2004
- Trofeo Valle d'Aosta 2005
- Trofeo Valle d'Aosta 2006
- Final Four Cup 2008

### Premi individuali
- 2002 - World Grand Prix: Miglior muro
- 2003 - Coppa del Mondo: Miglior muro
- 2010 - Challenge Cup: Miglior ricevitrice